# Cechenena velata
Cechenena velata är en fjärilsart som beskrevs av George Francis Hampson 1892. Cechenena velata ingår i släktet Cechenena och familjen svärmare. Inga underarter finns listade i Catalogue of Life.